# فمینیسم فرهنگی
فمینیسم فرهنگی (انگلیسی: Cultural feminism)، اصطلاحی است که برای توصیف انواع فمینیسم رادیکال استفاده می‌شود که سعی در ارزش‌گذاری مجدد و بازتعریف ویژگی‌هایی دارد که از نظر فرهنگی به زنانگی نسبت داده می‌شود. همچنین برای توصیف تئوری‌هایی استفاده می‌شود که تفاوت‌های ذاتی بین زن و مرد را تحسین می‌کنند.
فمینیست‌های فرهنگی زمانی از سایر فمینیست‌های رادیکال جدا شدند که تصور فمینیستی و مردسالارانه قبلی را که ویژگی‌های زنانه نامطلوب داشت را رد کردند و به دیدگاه ذات‌گرایانه دربارهٔ تفاوت‌های جنسیتی بازگشتند که در آن «طبیعت زنانه» را برتر می‌دانند.

## خاستگاه
بر خلاف فمینیسم رادیکال یا فمینیسم سوسیالیستی، فمینیسم فرهنگی یک ایدئولوژی برساخته از سوی طرفدارانش نبود، بلکه یک برچسب تحقیرآمیز بود که توسط مخالفان، به طرفداران آن نسبت داده می‌شد. در سال ۱۹۷۵، بروک ویلیامز اولین کسی بود که «سیاسی‌زدایی فمینیسم رادیکال» را «فمینیسم فرهنگی» توصیف کرد. این اصطلاح در اوایل سال ۱۹۷۱ ظهور کرد، زمانی که فرانسیس چاپمن، در نامه‌ای چاپ‌شده در آف اور بکز، مجله ادبی آفرا را محکوم کرد که «در خدمت به فمینیسم فرهنگی بوده‌است». الیزابت دیگز، فمینیست سوسیالیست، در سال ۱۹۷۲، از برچسب «فمینیسم فرهنگی» برای فعالیت‌های همه فمینیسم‌های رادیکال استفاده کرد.
الن ویلیس، بنیانگذار ردستوکز تأیید کرد که «اکثریت بزرگ زنانی که در حال حاضر خود را فمینیست رادیکال می‌نامند، در واقع از سیاستی پیروی می‌کنند که به آن برچسب «فمینیست فرهنگی» زده شده‌است. [...] اگرچه فمینیسم فرهنگی از جنبش رادیکال فمینیستی بیرون آمده اما این دو گرایش متضاد هم هستند.

## تئوری
فمینیسم فرهنگی زنان را در موقعیتی قرار می‌دهد که بیش از حد توسط سیستم‌های مردسالار شکل گرفته‌است. لیندا الکوف به این نکته اشاره می‌کند که «ارزیابی مجدد فمینیستی فرهنگی، انفعال زن را به عنوان صلح‌طلبی او، احساساتی بودن او را به‌عنوان تمایل او به پرورش، ذهنی بودن او را به‌عنوان خودآگاهی پیشرفته او تفسیر می‌کند».
خطوط فکری مشابهی در دوره‌های پیشین ردیابی شده‌است. جین آدامز و شارلوت پرکینز گیلمن استدلال کردند که به نظر می‌رسد در اداره دولت، همکاری، مراقبت و عدم خشونت در حل و فصل منازعات، جامعه به فضایل زنان نیاز دراد. ژوزفین دونوان استدلال می‌کند که روزنامه‌نگار، منتقد و فعال حقوق زنان قرن نوزدهم، مارگارت فولر، فمینیسم فرهنگی را با اثر زن در قرن نوزدهم (۱۸۴۵) آغاز کرده‌است. او بر جنبه عاطفی و شهودی دانش تأکید کرد و جهان‌بینی ارگانیکی را بیان کرد که کاملاً با دیدگاه مکانیکی عقل‌گرایان روشن‌گری متفاوت است.
مقاله آلیس اکولز با عنوان «فمینیسم فرهنگی: سرمایه‌داری فمینیستی و جنبش ضد پورنوگرافی» منجر به پذیرش این اصطلاح برای توصیف فمینیست‌های معاصر شد، نه پیشینیان آن‌ها. نمونه‌های او از فمینیست‌های فرهنگی عبارتند از آدرین ریچ، فلورانس راش، جانیس ریموند، کاتلین بری، مری دالی، رابین مورگان، سوزان براون میلر و سوزان گریفین.
مری دالی «انرژی زنانه» را به «شرایط بیولوژیکی تأییدکننده زندگی و حیات‌آفرین» زنانه مرتبط می‌داند که در نتیجه «ناباروری مردانه» قربانی پرخاشگری مردانه می‌شود. آدرین ریچ ادعا می‌کند که زیست‌شناسی زنان دارای پتانسیل «رادیکالی» است که با کاهش آن توسط مردان سرکوب شده‌است. برخی از فمینیست‌های فرهنگی خواهان جداسازی مراکز و فضاهای مختص زنان برای «به چالش کشیدن ساختارهای جنسیتی منفی» بودند. این شکل از جدایی‌طلبی در فمینیسم فرهنگی به‌دلیل نادیده گرفتن مردسالاری ساختاری مورد انتقاد قرار گرفت تا در عوض مردان را به‌عنوان افرادی برای سرکوب زنان مقصر بداند. فمینیست‌های فرهنگی علاوه بر جدایی فیزیکی خواستار «جدایی از ارزش‌های مردانه» شدند.
فمینیست‌های فرهنگی، زنان را مهم‌ترین و به‌حاشیه‌رانده‌ترین گروه معرفی می‌کنند. دالی اظهار داشت که مقوله‌های دیگر هویت از جمله قومیت و طبقه، گروه‌های مردانه هستند و زنانی که آن‌ها را شناسایی می‌کنند از زنان دیگر جدا هستند. ریچ اعلام می‌کند که «بار اجتماعی» که بر دوش زنان گذاشته می‌شود، حتی از بار برده‌داری هم بیشتر و پیچیده‌تر است.
نقش مادر و فرزندآوری یکی دیگر از موضوعات رایج در نظریه فمینیستی فرهنگی است. ریچ نقش مادر را به‌عنوان نهادی تئوریزه کرد که برای کنترل زنان ساخته شده بود، که با مادری اصیل و طبیعی متفاوت است. فمینیست‌های فرهنگی می‌گویند که رابطه مادر و دختر و در نتیجه همه زنان توسط مردسالاری نابود شده‌است و این رابطه باید ترمیم شود.
کارول آن داگلاس در مطالعه جامع خود در مورد نظریه موج دوم فمینیسم، عشق و سیاست: تئوری‌های رادیکال فمینیستی و لزبین، تأثیر کتاب محبوب سوزان گریفین، زن و طبیعت: غرش درون را به عنوان محوری برای توسعه این نوع نظریه دانسته‌است. شایان ذکر است، این فصل از کتاب داگلاس بیولوژی مردانه به‌مثابه یک مسئله نام دارد و تجزیه و تحلیل ایده‌های گریفین با عنوان فرعی زن طبیعی آمده‌است.